# Rue Thibaud
La rue Thibaud est une voie du 14e arrondissement de Paris.

## Situation et accès
Cette rue débute avenue du Général-Leclerc pour finir avenue du Maine. Elle traverse ainsi le « triangle » du 14e délimité par la rue Froidevaux, l’avenue du Maine, et l’avenue du Général-Leclerc.
La rue est accessible par le métro 4 aux stations Mouton-Duvernet et Alésia.

## Origine du nom
Son nom provient de l'abbé Thibaud, ancien abbé de Sainte-Geneviève (XIIe siècle).

## Historique
Cette ancienne voie du Petit-Montrouge, territoire de la commune de Montrouge, est ouverte sous la dénomination « rue d'Amboise » sur un terrain appartenant alors aux Hospices de Paris, en même temps que la rue Monthyon (actuelle rue Mouton-Duvernet) et la rue Brézin. Après l'annexion par Paris du Petit-Montrouge, dont la majeure partie est englobée en 1860 dans le nouveau quartier du Petit-Montrouge du 14e arrondissement, la voie prend son nom actuel en 1864.
C’est entre l'ancienne rue d'Amboise et le passage Rimbaut que fut construite, le long de la route du Maine, la première église Saint-Pierre de Montrouge. Elle fut inaugurée le 22 décembre 1847.

## Bâtiments remarquables et lieux de mémoire
- Même si le tiers ouest de la rue est assez régulier, celle-ci dispose d'une certaine diversité architecturale, avec une majorité d'immeubles en pierre de taille ou pierre de taille et brique, ainsi que des immeubles en pierre de Paris. Ces immeubles datent pour la plupart de la seconde moitié du XIXe siècle, notamment plusieurs de 1895 (dont une réalisation de l'architecte Raoul Wallon[3]). On trouve également un immeuble Art déco (architecte Jean Boucher, 1930). Quelques immeubles des années 1970 à 2000 viennent compléter l'ensemble.
- Nos 10-16 : immeuble de l’architecte Jean Boucher[4].
- À l’angle de la chaussée du Maine, entre la rue d’Amboise et le passage Rimbaud, se tenait l’imprimerie de l’abbé Jacques-Paul Migne. Elle fut détruite par un incendie, le 13 février 1868. De nombreux ouvrages de grandes valeurs ont disparu dans le sinistre[5].

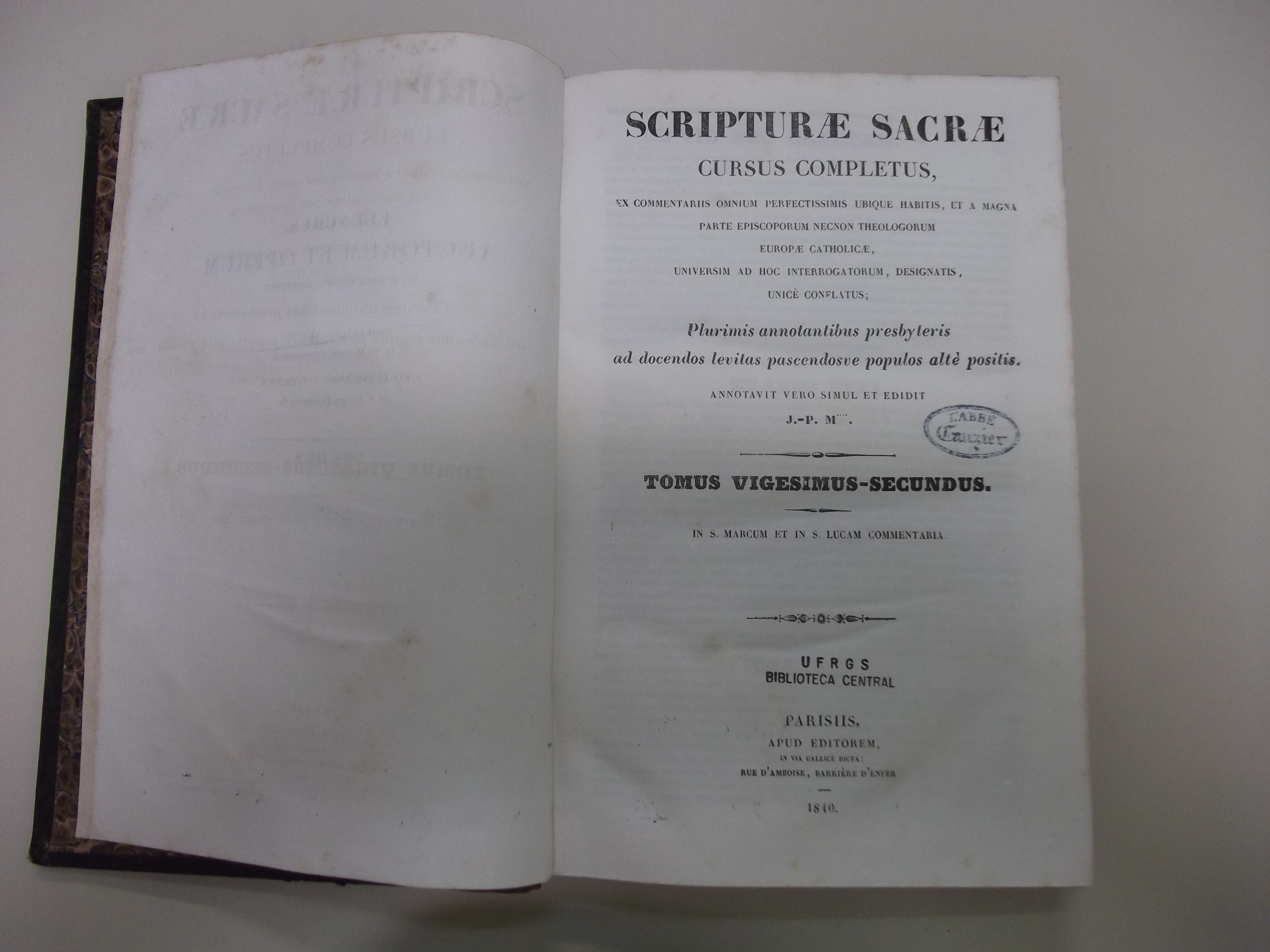
Ouvrage édité en 1840 par J.-P. M. (Jacques-Paul Migne), rue d’Amboise (barrière d’Enfer).